# Indische blauwrug

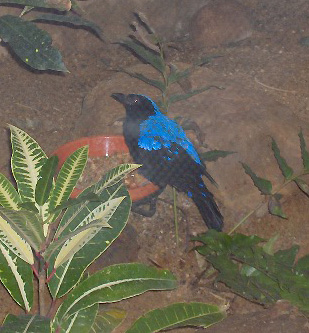
Indische blauwrug van opzij

De Indische blauwrug (Irena puella) is een middelgrote opvallend gekleurde zangvogel uit de familie irena's (Irenidae) die voorkomt in tropisch bos.

## Kenmerken
De vogel is 21 tot  25 cm lang Het mannetje heeft een iriserend glanzende blauwe bovenkant, een zwarte onderkant en vleugels. De vrouwtjes en mannetjes in het eerste jaar zijn geheel dof blauw-groen.

## Leefwijze
De Indische blauwrug eet vruchten, nectar en sommige insecten. De roep is een vloeiende twee stemmige gloe-iet. Het is een opvallende en vaak luidruchtige bosvogel, die zich ophoudt in boomkronen.

## Verspreiding en leefgebied
Deze irena broedt in tropisch zuidelijk Azië van de Himalaya, India en Sri Lanka tot de Filipijnen en Indonesië. De vogel wordt voornamelijk waargenomen in vochtig regenwoud in laagland en heuvelland tot een hoogte van 1500 m boven de zeespiegel.
De soort telt 5 ondersoorten:
- I. p. puella: van India en oostelijk Nepal tot Indochina.
- I. p. andamanica: de Andamanen en Nicobaren.
- I. p. malayensis: Malakka.
- I. p. crinigera: Sumatra, Borneo en de nabijgelegen eilanden.
- I. p. turcosa: Java.

## Voortplanting
Hoewel het een vogel is die meestal hoog in de boomkronen verblijft, wordt het nest gemaakt in dichte ondergroei nabij de bosbodem. Hierin legt het vrouwtje twee of drie eieren.

## Status
De Indische blauwrug heeft een enorm groot verspreidingsgebied en daardoor alleen al is de kans op uitsterven uiterst gering. De grootte van de populatie is niet gekwantificeerd. Er is aanleiding te veronderstellen dat de soort in aantal achteruit gaat. Echter, het tempo ligt onder de 30% in tien jaar (minder dan 3,5% per jaar). Daarom staat de Indische blauwrug als niet bedreigd op de Rode Lijst van de IUCN.